# Цзяньнин
Цзяньни́н (кит. упр. 建宁, пиньинь Jiànníng) — уезд городского округа Саньмин провинции Фуцзянь (КНР).

## История
Уезд был создан во времена империи Сун в 960 году.
После вхождения этих мест в состав КНР был образован Специальный район Наньпин (南平专区), и уезд вошёл в его состав. В июле 1970 года уезд перешёл в состав Специального района Саньмин (三明专区). В декабре 1970 года Специальный район Саньмин был переименован в Округ Саньмин (三明地区).
Постановлением Госсовета КНР от апреля 1983 года округ Саньмин был преобразован в городской округ.

## Административное деление
Уезд делится на 4 посёлка и 5 волостей.